# 캄포트

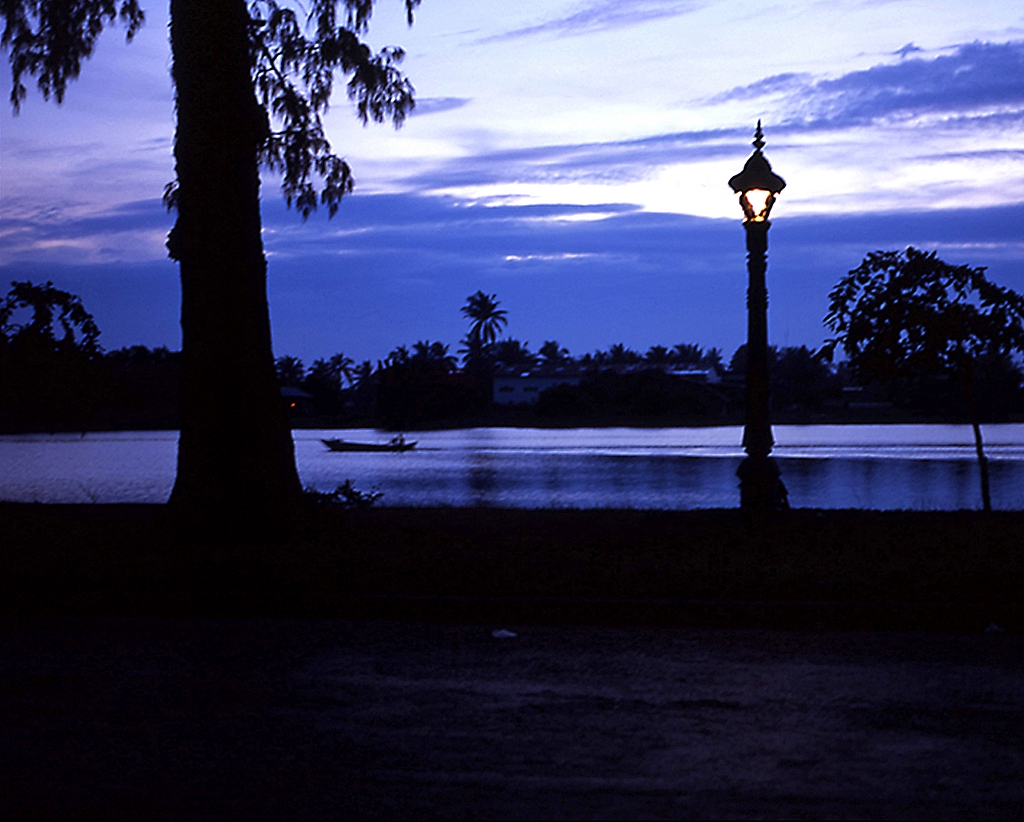
캄포트를 흐르고 있는 강

캄포트(크메르어: ក្រុងកំពត, Kampot)는 캄보디아 남부 캄포트 주의 주도로, 타일랜드 만 연안에 위치하며 인구는 39,186명(1998년 기준)이다. 후추가 많이 생산되며 베트남 전쟁 중이던 1974년 2월 26일부터 4월 2일까지 이 곳에서 캄포트 전투가 벌어졌다.